# Gailenberg

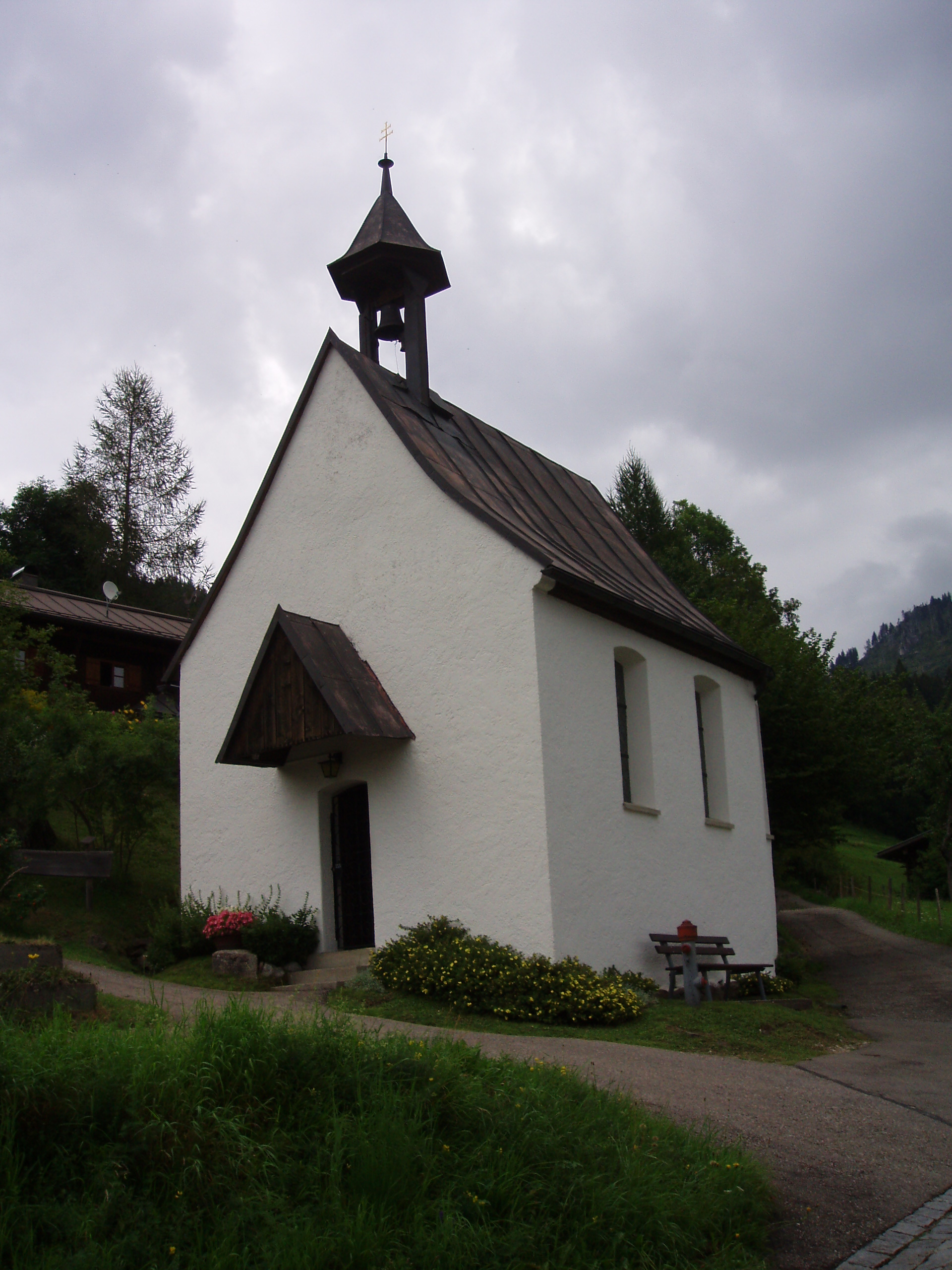
Kapelle St. Sylvester

Gailenberg ist ein Ortsteil von Bad Hindelang im Allgäu, der auf etwa 989 m über dem Normalnull liegt.

## Sehenswürdigkeiten
Die Kapelle St. Sylvester wurde laut einer Inschrift am Chorbogen 1623 errichtet. Reparaturarbeiten sind für das Jahr 1887 bezeugt, 1947 wurde die Kapelle renoviert.
Das steile Satteldach weist hölzernes Dachgesims auf. Der zweiständige Dachreiter endet in einem achteckigen Spitzhelm. Der Eingang liegt an der Giebelseite unter einem Stichbogen. Das Schiff hat einen quadratischen Grundriss und Tonnenwölbungen mit zwei ovalen Rahmenstuckkreisen. Im Auszug befindet sich unter der Schnitzerei einer Heiliggeisttaube das ovale Bild der heiligen Apollonia. An der Predella ist ein Gemälde aus dem 18. Jahrhundert zu sehen, das die armen Seelen im Fegefeuer zeigt. Das Altarbild von 1946 stammt von Christian Modersohn und stellt den Kirchenpatron dar. Die einst in den Altar integrierten Konsolfiguren aus der Zeit um 1670 bis 1680 stehen heute an den Wänden. Die hochbarocken Werke stellen Maria als Himmelskönigin zwischen zwei Engeln sowie den heiligen Dominikus und Katharina von Siena dar. Älter ist das Gemälde mit der Krönung Mariens, das 1629 von Jerg und Christa Zeller gestiftet und wahrscheinlich vom gleichen Meister wie das Bruderschaftsaltarbildnis von Altmummen geschaffen wurde. Das Gestühl der Kapelle stammt aus dem 18. Jahrhundert und blieb ungefasst. Auf etwa 1800 werden die Kreuzwegstationen datiert, die wahrscheinlich von Johann Konrad Eberhard im klassizistischen Stil entworfen wurden.
Aus dem Spätbarock stammt das Bauernhaus Nr. 10, ein verschindelter Blockbau.
Siehe auch: Liste der Baudenkmäler in Gailenberg.

## Bekannte Bewohner

Otto Modersohn: Ansicht von Gailenberg, 1933

Ilse Heß lebte nach dem Zweiten Weltkrieg in Gailenberg.
Von 1930 bis 1957 lebten und arbeiteten mehrere Generationen der Künstlerfamilie Modersohn in Gailenberg. Otto Modersohns Bild Vorfrühlingsmorgen von 1933 zeigt den Blick von Gailenberg in Richtung Hinterstein. 1950 aquarellierte Christian Modersohn die Abendstimmung am Gailenberg.